# Manuel José de Campos
Manuel José de Campos, segundo barão de Guaíba (Porto Alegre, c. 1813 — Porto Alegre, 26 de maio de 1902 foi um médico e político brasileiro.
Formado pela Faculdade de Medicina do Rio de Janeiro em 1839, retornou a Porto Alegre, onde clinicou. Membro do Partido Conservador, foi vereador entre 1841 e 1860, eleito suplente em 1860.
Doou o terreno para a construção da Igreja do Menino Deus e respectiva praça. Foi agraciado com o título de barão de Guaíba em 14 de junho de 1887.
Era casado com Mariana Clara da Cunha Bittencourt, mas não teve filhos.
Seu corpo foi sepultado no Cemitério da Santa Casa de Misericórdia de Porto Alegre.